# Suodenniemi
Suodenniemi is een voormalige gemeente in de Finse provincie West-Finland en in de Finse regio Pirkanmaa. De gemeente had een totale oppervlakte van 208 km² en telde 1379 inwoners in 2003.
Sinds 2007 maakt Suodenniemi deel uit van de gemeente Vammala.

## Galerij

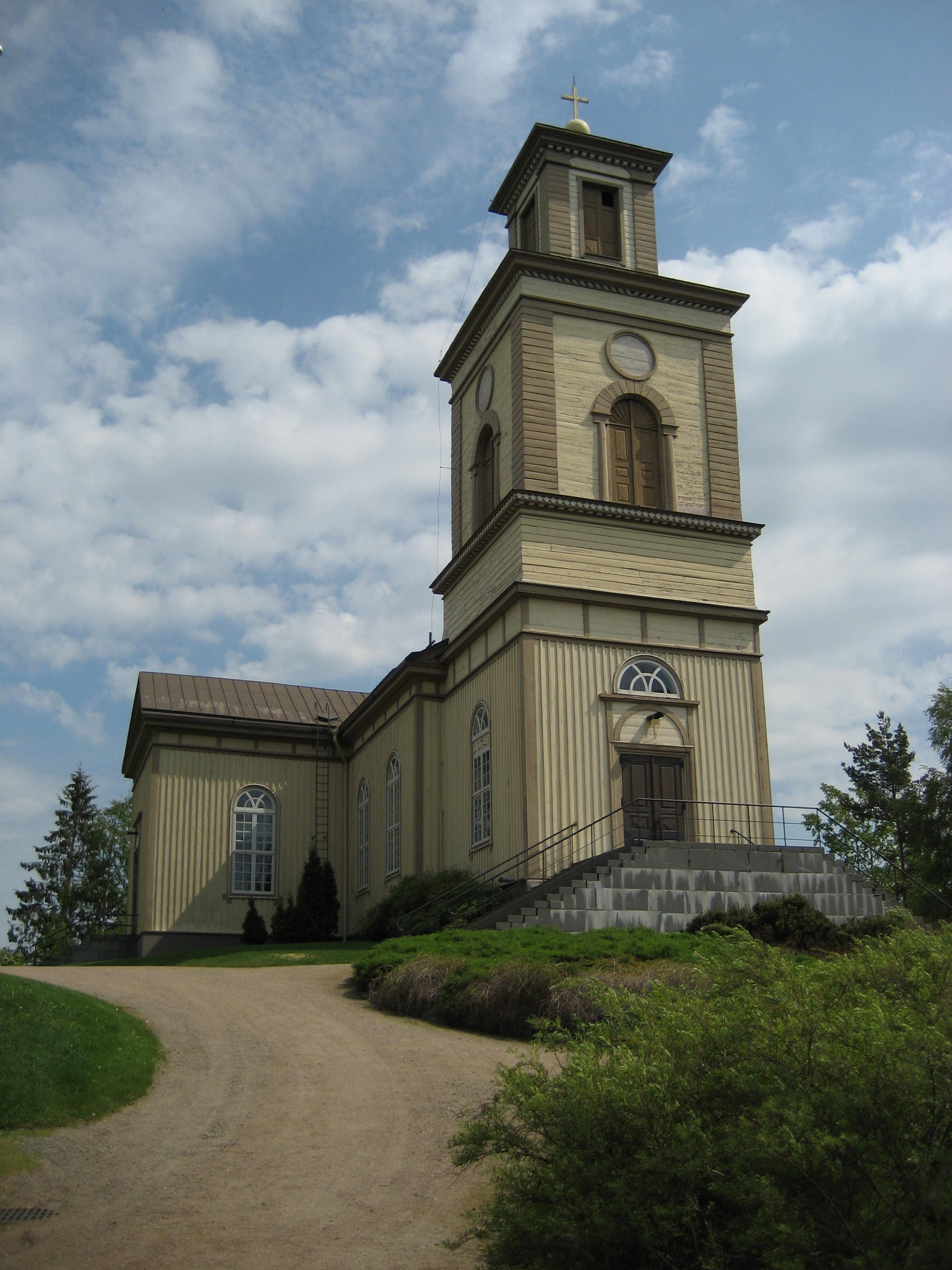
Kerk van Soudeniemi
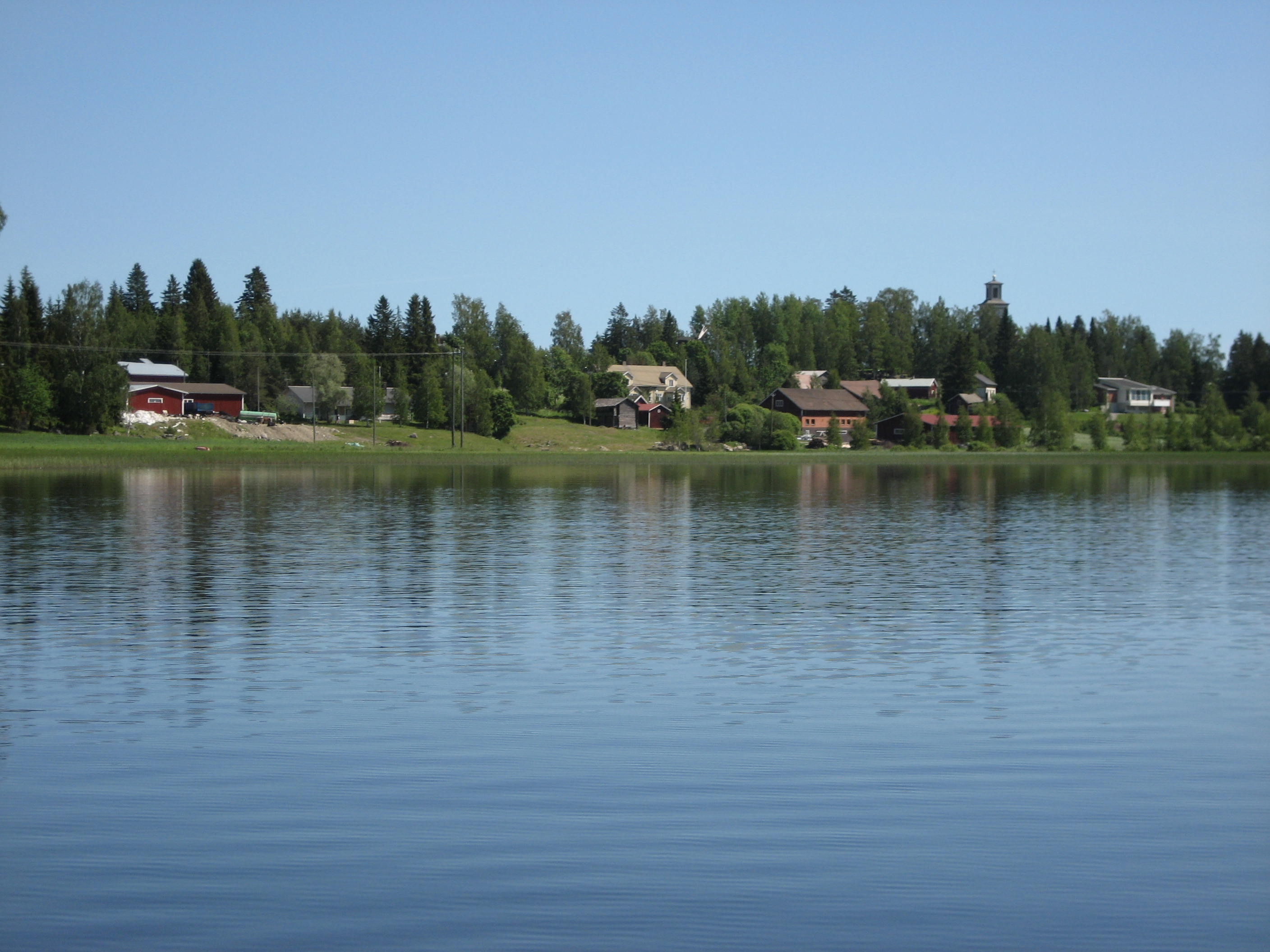
Uitzicht op Suodenniemi
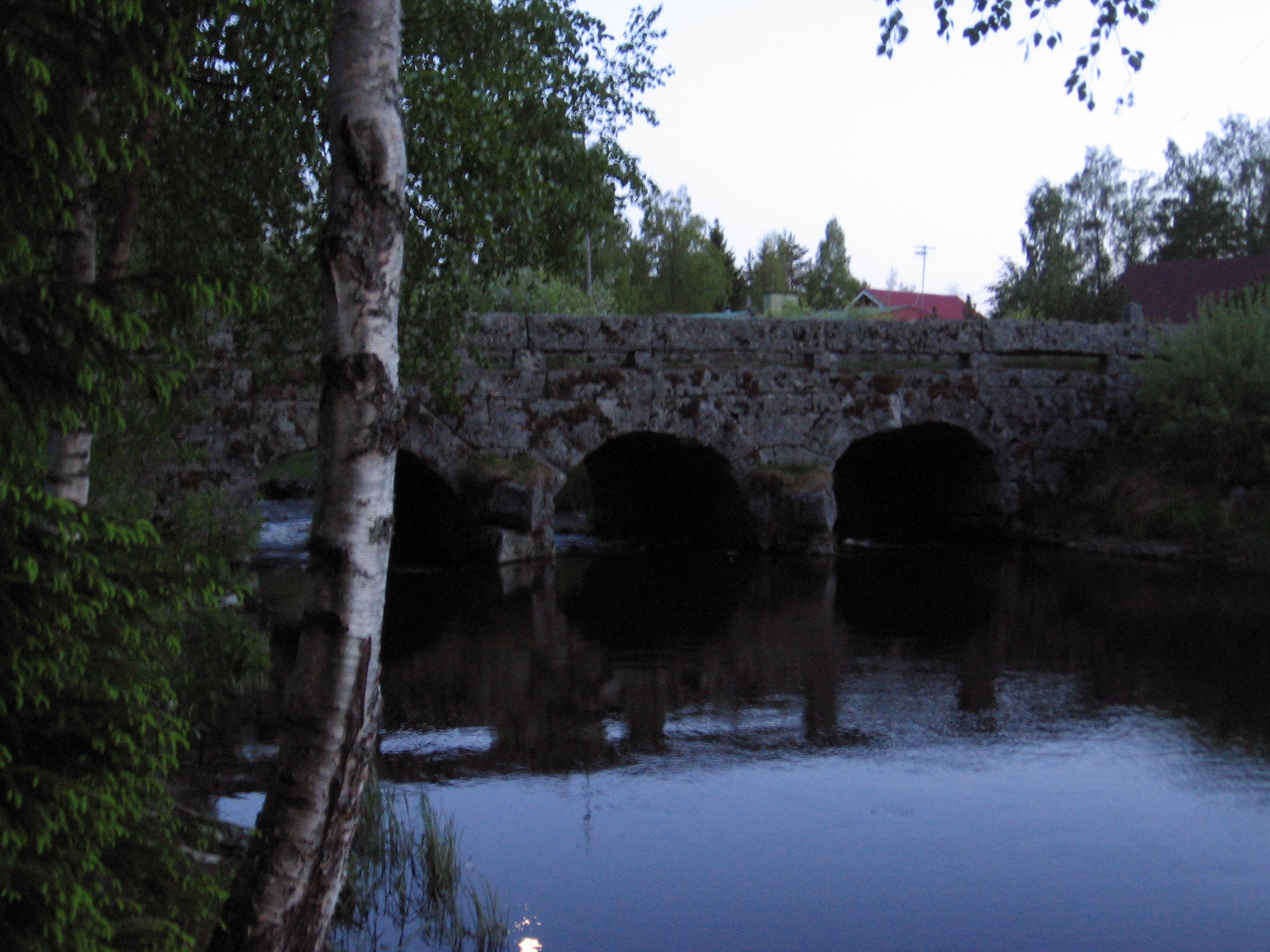
Een brug in de voormalige gemeente

Akaa · Hämeenkyrö · Ikaalinen · Juupajoki · Kangasala · Kihniö · Lempäälä · Mänttä-Vilppula · Nokia · Orivesi · Parkano · Pirkkala · Punkalaidun · Pälkäne · Ruovesi · Sastamala · Tampere · Urjala · Valkeakoski · Vesilahti · Virrat · Ylöjärvi
Voormalige gemeenten:
Äetsä · Aitolathi · Eräjärvi · Ikaalisten maalaiskunta · Karkku · Kiikka · Kuhmalahti · Kuorevesi · Kuru · Kylmäkoski · Längelmäki · Luopioinen · Mänttä · Messukylä · Mouhijärvi · Pohjaslavi · Sääksmäki · Sahalahti · Suodenniemi · Suoniemi · Teisko · Toijala · Tottijärvi · Tyrvää · Vammala · Viiala · Viljakkala · Vilppula